# Henri van der Hoeven

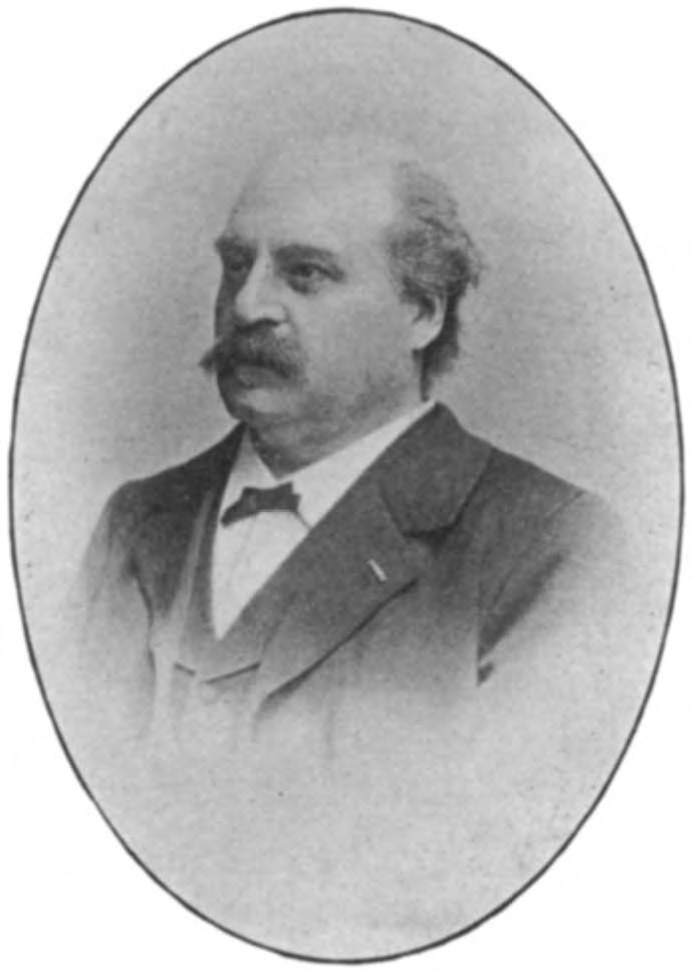
Henri van der Hoeven

Henri van der Hoeven (* 13. März 1843 in Breda; † 21. Mai 1924 in Zundert) war ein niederländischer Rechtswissenschaftler.

## Leben
Henri war der Sohn Majors Govert George van der Hoeven (* 19. Mai 1816 in Breda; † 16. Juni 1869 in Nijmegen) und dessen Frau Henriëtte Ida Engelen (* 12. Oktober 1820 in Doornik; † 24. Mai 1899 in Hilversum). Er hatte das Athenaeum in Maastricht besucht und 1860 an der Universität Leiden ein Studium der Rechtswissenschaften aufgenommen. Hier wurden Rembt Tobias Hugo Pieter Liebrecht Alexander van Boneval Faure, Joël Emanuel Goudsmit und Johan de Wal seine prägenden Lehrer. Am 12. Dezember 1864 promovierte er in Leiden mit der Abhandlung Opmerkingen over de Nederlandsche strafwetgeving vor het Krijgsvolk te lande (1866, 2. Aufl.) zum Doktor der Rechte. Ab 1865 arbeitete er als Anwalt in Breda, sowie ab 1867 Lehrer für Staatshaushaltskunde, Statistik und Italienisch an der höheren Bürgerschule (H. B. S.) in Breda. 1869 ernannte man ihn zum Substitut Offizier und 1873 zum Offizier der Justitz in Brielle, und er wurde 1877 Generalanwalt am Gerichtshof in Den Haag.
Am 2. Oktober 1879 wurde er zum Professor für Strafrecht und Strafordnung an die Universität Leiden berufen, welche Aufgabe er am 26. November 1879 mit der Antrittsrede De Vaststelling en Invoering van het Wetboek van Strafrecht übernahm. Er beteiligte sich an den organisatorischen Aufgaben der Hochschule und war 1901/02 Rektor der Alma Mater, wozu er am 8. Februar 1902 die Rektoratsrede Over waardeering en hervorming van het Strafrecht hielt. Er war am 9. Mai 1898 Mitglied der königlich niederländischen Akademie der Wissenschaften, Ritter des Ordens vom Niederländischen Löwen und Vorsitzender der Staatskommission für Statistik der Niederlande geworden. Am 2. Mai 1908 wurde er aufgrund eigenen Verzichts emeritiert und verabschiedete sich am 21. September 1908 in den Ruhestand.

## Familie
Van der Hoeven war zwei Mal verheiratet. Seine erste Ehe schloss er am 13. März 1866 mit Marianne Caroline Cochius (* um 1843 in Batavia; † 29. August 1866 in Breda), die Tochter von Frans David Cochius (1787–1876) und dessen Frau Catharina Petronella Maria Brest van Kempen (1805–1887). Seine zweite Ehe ging er am 18. Februar 1869 in Arnhem mit Elisabeth Plate (* 19. November 1849 in Semarang; † 3. März 1934 in Leiden), die Tochter Jean Guillaume Plate (* 29. April 1812 in Rotterdam; † 29. Dezember 1885 in Arnhem) und dessen Frau  Johanna Theodora Wagenknecht (* 27. August 1816 in Rotterdam; † 24. November 1869 ebenda) ein. Aus der zweiten Ehe stammen fünf Söhne und eine Tochter.
- Pieter Cornelis Tobias van der Hoeven (* 28. August 1870 in Brielle; † 30. Mai 1953 in Zundert) verh. 29. Dezember 1896 in Leiden mit Geeske Fockema Andreae (* 27. Juni 1873 in Hillegersberg; † 17. Januar 1972 in Zundert)
- Govert George (Johannes Theodorus)  van der Hoeven (* 2. Mai 1872 in Brielle; † 4. Januar 1955 in Breda) verheiratet am 26. August 1901 in Zundert mit Isabella Frederika Henriette Roosboom (* 15. März 1879 in Rotterdam)
- Johanna Theodora van der Hoeven (* 6. Dezember 1873 in Brielle; † 28. September 1934 in Leiden)
- Antoine van der Hoeven (* 12. März 1876 in Brielle; † 19. Juli 1881 in Leiden)
- Henri van den Hoeven (* 8. Februar 1879 in Den Haag; † 22. April 1956 in De Bilt) verh. 29. Juni 1905 in Oegstgeest mit Emma Gorter  (* 5. Oktober 1882 in Utrecht; † 28. November 1942 ebenda), Tochter von Auke Gorter und Geertje Meier
- Constant van der Hoeven (* 29. November 1881 in Leiden) wurde Ing. wanderte in die USA aus, nachgewiesen 1924 in New York und 1934 in Asheville

## Werke
Van der Hoeven hatte zahlreiche Beiträge in verschieden rechtswissenschaftlichen und wissenschaftlichen Zeitschriften und Journalen seiner Zeit hinterlassen. Bedeutende Schriften von ihm sind:
- Over de vaststelling en invoering van het Wetboek van Strafrecht. Leiden, 1880
- De vraag: Mag het Wetboek van Strafrecht ongewijzigd ingevoerd worden? Beantwoord. Leiden, 1884
- Onze militaire strafwetgeving. Geschiedenis harer wording en vaststelling met toestemming van Z.M. den Koning uit de op Z.M.'s Kabinet berustende bescheiden en uit andere onuitgegeven offîciëele en niet-officiëele stukken geput. Leiden, 1884
- Wetboek van Militair Strafrecht voor de Zee- en Landmacht. 1886
- Wetboek van Strafrecht, Rechtspraak en Nederlandsche Literatuur (tot 1 maart 1909). Leiden, 1910 (durch ihn herausgegeben)
- Wetgeving. Verzameling der stukken en beraadslagingen betr. voor de practijk of uit andere hoofde belangrijke wetten (1891–1899). Leiden, 1892–1901
- Militair Straf- en Tuchtrecht. Verzameling van Ontwerpen, stukken, beraadslagingen enz.. Den Haag 1903–1904. 3. Bde.